# Jabłonka Wyżna
Jabłonka Wyżna (ukr. Верхня Яблунька, trb. Werchnia Jabłuńka, trl. Verkhnia Yablunka) – wieś na Ukrainie, w obwodzie lwowskim, w rejonie samborskim (wcześniej w rejonie turczańskim). Liczy około 2145 mieszkańców. Pierwsza wzmianka o miejscowości pochodzi z 1559.
W 1880 miejscowość liczyła około 1085 mieszkańców, z czego 960 grekokatolików i 5 rzymskich katolików. W 1921 liczyła około 1453 mieszkańców. Przed II wojną światową w granicach Polski, wchodziła w skład powiatu turczańskiego.

## Ważniejsze obiekty
- Cerkiew greckokatolicka
- Cerkiew prawosławna UKP PM pw. Poczajowskiej Ikony Matki Bożej, poświęcona 5 sierpnia 2021 r.[2]